# Даниел Еражишт
Даниел Еражишт (Григор Даниелян) — армянский дирижёр, музыковед, скрипач, общественный деятель, композитор и автор обработок народных и духовных песен. Заслуженный деятель искусств Республики Армения (2011), профессор Ереванской государственной консерватории им. Комитаса.

## Биография
Родился 18 января 1946 года в Ереване. Окончил Ереванскую музыкальную школу-десятилетку им. П. Чайковского по классу скрипки заслуженного учителя Армянской ССР Т. Б. Айрапетян.
В 1964 г. — поступил в Ереванскую гос. консерваторию им. Комитаса (класс Жана Тер-Меркеряна).
В 1971 г. с отличием окончил теоретико-композиторский факультет консерватории (класс проф. Р. Атаяна).
В 1974 г. — окончил факультет оперно-симфонического дирижирования (класс профессора М. Малунцяна).
В 1985 г. с отличием окончил аспирантуру Московской гос. консерватории им. Чайковского (класс профессора Г. Рождественского).
С 1977—1979 — худ. руководитель и дирижёр Гос. камерного оркестра г. Ленинакана.
С 1980—1981 гг. — ассистент — дирижёр Гос. симфонического оркестра Армении.
В 1980 г. основал первый в Армении ансамбль старинной музыки «Шаракан».
В 1986 г. создал ансамбль старинной музыки «Гандзер» (Гостелерадио Армении).
В 1992 г. — создал новый ансамбль «Шаракан» (Радио и ТВ Армении).
1993—2013 гг. преподаватель кафедры струнного квартета Гос. консерватории им. Комитаса.
С 2013 г. преподаёт в консерватории предметы «Интерпретация» и «История армянского дирижерского искусства».
С 2003 г. — ведёт авторскую передачу «Мировая классическая музыка» на радиостанции ВЭМ.
С руководимым им ансамблем выступал в городах Советского Союза и Европы, участвовал в международных фестивалях.
Сотрудничал с пианистами А. Любимовым, С. Навасардян, с певицей Лусинэ Закарян и др.
В 1985 г. фирма «Мелодия» (Москва) выпустила диск с записями ансамбля «Шаракан».
В 1996 г. Фирма «Celestial Harmonies» (USA) записала CD «Шаракан».

## Творчество
- «Армения в песнях» (обработки духовных и народных песен, авторские сочинения) в 4 томах, Ереван (2001—2009 гг.)
- «Органная книжечка» (в соавторстве с В. Стамболцяном) (2005 г.)
- «Вундеркинды», книга очерков в 2-х томах (2007 г.,2010 г.) Ансамбль «Шаракан»

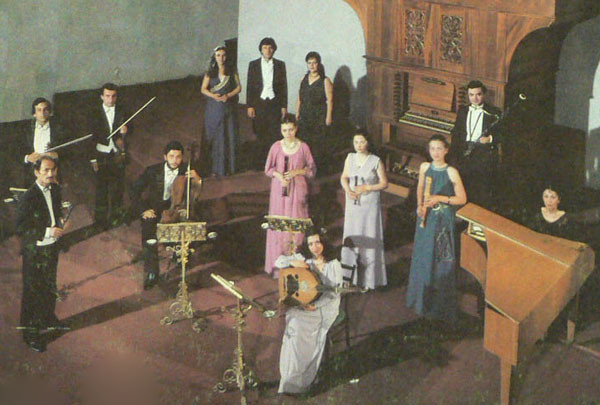
Ансамбль «Шаракан»

- «Комитас и другие гении» (2013 г.)
- «Самое чистое зеркало нации» — сборник статей (2008 г.)
- «Степан Лусикян»- монография, (2012 г.)
- Песни на стихи Сиаманто, В. Текеяна, Межелайтиса и др.
- Свыше 400 статей в том числе и научных

## Награды
- Заслуженный деятель искусств Республики Армения (24.05.2011)[4].
- Золотая медаль Министерства культуры Республики Армения (2016)[5].